# Фенны

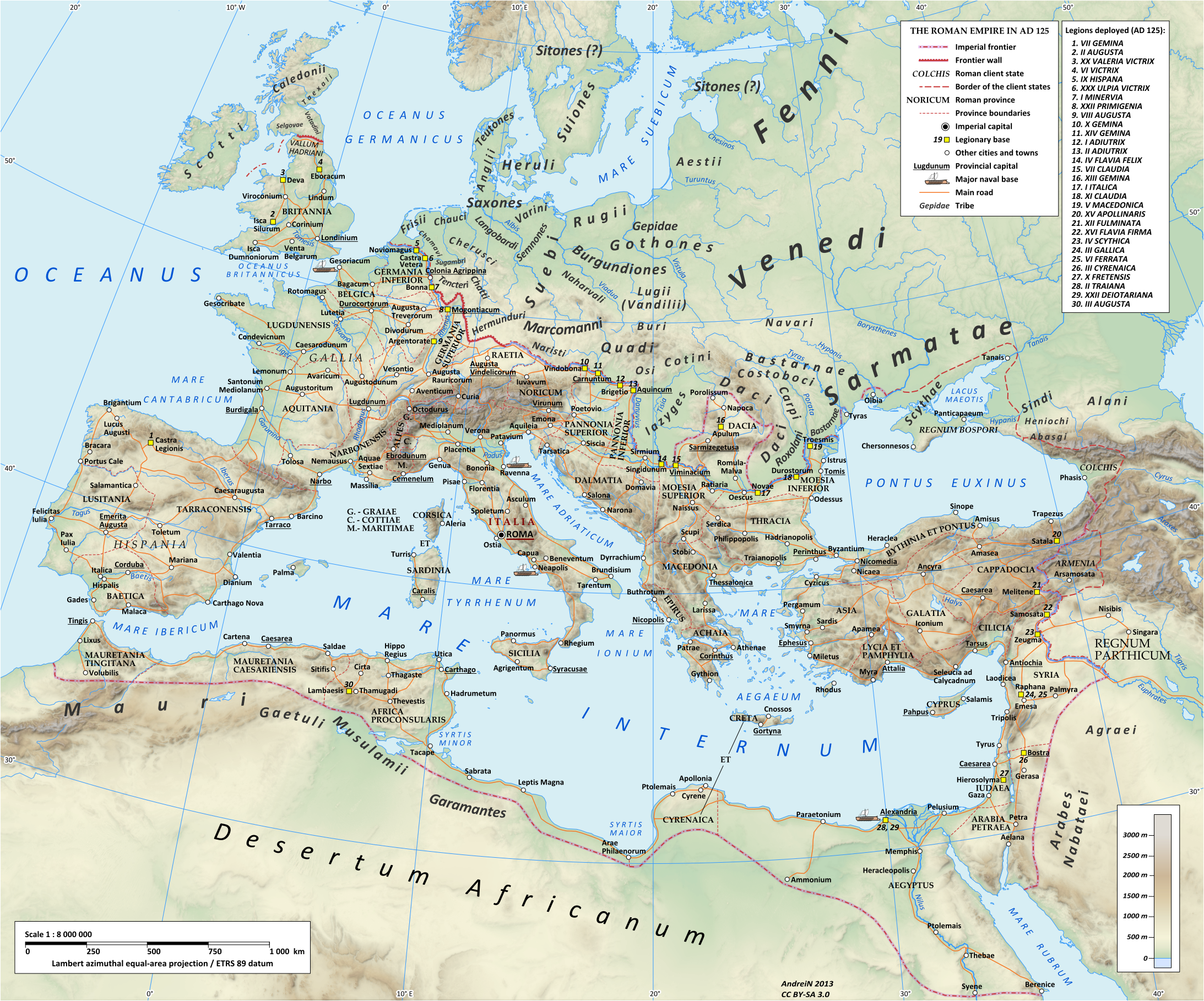
Карта Римской Империи и окружающих ее племен ок. 125 г. н. э.

Фенны (лат. Fenni) — название племен охотников и собирателей северной Европы железного века, описанных в сочинении Корнелия Тацита «Германия» (98 г. н. э.). Этноязыковая идентификация феннов остается предметом дискуссий, как и степень родства с финнами и другими современными народами.

## Описание
Сведения о феннах у Тацита весьма скудны: он не знал, можно ли отнести их к германцам или сарматам, и приписывал им крайне примитивный мезолитический образ жизни, контрастирующий с образом жизни существенно более развитых германских племен железного века:

У феннов — поразительная дикость, жалкое убожество; у них нет ни оборонительного оружия, ни лошадей, ни постоянного крова над головой; их пища — трава, одежда — шкуры, ложе — земля; все свои упования они возлагают на стрелы, на которые, из-за недостатка в железе, насаживают костяной наконечник. Та же охота доставляет пропитание как мужчинам, так и женщинам; ведь они повсюду сопровождают своих мужей и притязают на свою долю добычи. И у малых детей нет другого убежища от дикого зверя и непогоды, кроме кое-как сплетенного из ветвей и доставляющего им укрытие шалаша; сюда же возвращаются фенны зрелого возраста, здесь же пристанище престарелых. Но они считают это более счастливым уделом, чем изнурять себя работою в поле и трудиться над постройкой домов и неустанно думать, переходя от надежды к отчаянью, о своем и чужом имуществе: беспечные по отношению к людям, беспечные по отношению к божествам, они достигли самого трудного — не испытывать нужды даже в желаниях.
Оригинальный текст (лат.)Fennis mira feritas, foeda paupertas: non arma, non equi, non penates; victui herba, vestitui pelles, cubile humus: solae in sagittis spes, quas inopia ferri ossibus asperant. Idemque venatus viros pariter ac feminas alit; passim enim comitantur partemque praedae petunt. Nec aliud infantibus ferarum imbriumque suffugium quam ut in aliquo ramorum nexu contegantur: huc redeunt iuvenes, hoc senum receptaculum. Sed beatius arbitrantur quam ingemere agris, inlaborare domibus, suas alienasque fortunas spe metuque versare: securi adversus homines, securi adversus deos rem difficillimam adsecuti sunt, ut illis ne voto quidem opus esset.

Относительно местонахождения феннов Тацит сообщает только то, что они проживали за пределами Свебии, и были отделены «лесами и горами» от певкинов и венедов. Кроме того, в «Географии» Птолемея (ок. 150 г. н. э.) упоминаются два племени с названием Φιννοι — одно на севере Скандинавии (в то время считавшейся островом), другое — к востоку от Вислы. В описании Скандинавии в «Гетике» Иордана упоминаются три племени с похожими названиями — Screrefennae (аналогичное название «Scricfinnia» упоминается и значительно позже у Олафа Магнуса), Finnaithae, и mitissimi Finni (буквально «мягчайшие финны»).

## Идентификация
Как и в случае с эстами, также описанными в «Германии» Тацита, название которых было значительно позднее перенесено на средневековых эстонцев, прямая связь феннов с предками современных финнов также подвергается сомнению (особенно потому, что первые упоминания «финнов» в норвежских источниках (ок. 900 г. н. э.) относились к саамам), при этом упоминание двух разных племен с таким названием у Птолемея может указывать на уже свершившееся на тот момент разделение между предками саамов и прибалтийско-финских народов.
Согласно И. Уитакеру, описание феннов у Тацита несовместимо с археологическими находками железного века Скандинавии, и является скорее образом «благородных дикарей» в представлении древних римлян, с таким же успехом применимым к пиктам, эстам или другим племенам на окраинах Римской империи, поэтом связь феннов с современными финнами или саамами следует считать недоказанной. Не исключено и наличие во времена Тацита на севере Европы каких-то племен, говоривших на неизвестных неиндоевропейских и нефинноугорских субстратных языках, в духе идей Анте Айкио о субстрате неизвестного происхождения в языках саамов.
Название Fenni (< *finnaz) обычно считается происходящим от прагерманского корня со значением «странствующий» или «собирающий», что отражает образ жизни этого племени, однако В. Э. Орёл считал этимологию этого слова неясной, приводя также параллели в кельтских языках (например, *þenn- «холм»).